# Dukh Sukh
Dukh Sukh è un film di Bollywood del 1942, diretto da Ram Daryani con la partecipazione dell'attore bollywoodiano Mukesh.